# 30 de febrero
30 de febrero é o quinto álbum de estúdio da dupla americana de música pop Ha*Ash, composta pelas irmãs Hanna Nicole e Ashley Grace. Foi lançado em 1 de dezembro de 2017 pela Sony Music Latin, e foi apoiado por quatro singles: "100 años" com Prince Royce, "No pasa nada", "Eso no va a suceder" e "¿Qué me faltó?".

## Lançamento e gravação
O álbum foi lançado em 1 de dezembro de 2017, pela Sony Music Latin, no México, e obteve a certificação de ouro e platina.
A gravação do disco foi realizada por Hanna e Ashley durante a turnê Primera Fila, onde elas dedicaram 3 dias por semana para dar shows e os outros para preparar ou gravar o novo material em Miami.
O álbum tem 12 músicas e é caracterizado pelos gêneros musicais que predominam nas músicas, entre R & B, electropop e urbano, embora preservem seu estilo country clássico e sua balada romântica.
A direção executiva ficou a cargo de Hanna e George Noriega, enquanto a direção e performance musical andam de mãos dadas com os produtores internacionais Matt Rad, George Noriega, Edgar Barrera e Joe London. Além da música, o álbum tem uma parte visual com vídeos líricos, para eles contou-se com a participação do renomado Diego Álvarez na direção.

## Singles e desempenhos
Desde a aparição nas plataformas digitais do primeiro single, "100 años" lançado em 1 de outubro de 2017, o álbum criou grandes expectativas, alcançando rapidamente o certificação de ouro tanto para o álbum quanto para o single. Isso fez com que o single fosse colocado no dia de seu lançamento como # 1 do iTunes e entrou no # 2 no 50 Viral do Spotify no México e no # 1 nas paradas mexicanas. A música obteve a certificação de ouro, platina, e ouro mais platina no México, disco de ouro nos Estados Unidos e disco duplo de platina no Peru.
Nos dias 17 e 24 de novembro foram lançados os videoclipes líricos das canções "Ojalá" e "30 de febrero", e não sendo um single oficial, as rádios mexicanas começaram a transmitir a música, conseguindo até mesmo a certificação de ouro para ambos canções.
"No pasa nada" foi o próximo single a ser promovido, lançado em 8 de março de 2018, alcançando o primeiro lugar no iTunes México, a certificação da ouro e platina no México, e alcançando a posição # 2 na rádio mexicana e o número 5 nos paradas mexicanos.
O terceiro single foi "Eso no va a suceder", publicado em 8 de agosto de 2018, e em dezembro do mesmo ano, subiu para o #1 no México, conseguindo a certificação de ouro.
"¿Qué me faltó?", Cujo vídeo oficial foi lançado em 4 de janeiro de 2019, até agora se tornou o quarto e último single publicado, alcançando o número #2 na rádio mexicana.

## Desempenho do álbum
O álbum alcançou o terceiro lugar nas paradas de álbuns mexicanos, o número 11 nos álbuns pop latino-americanos da Billboard e o número 11 nas vendas de pop latino-americanos da Billboard. Em 14 de fevereiro de 2018, o álbum foi certificado em ouro no México. Em 11 de novembro de 2018, o álbum acabou sendo certificado Platinum no México.

## Lista de faixas
- Edição Padrão (CD + DVD)[25]

| CD  |                                     |                                            |                                  |         |  |
| N.º | Título                              | Compositor(es)                             | Produtor(es)                     | Duração |  |
| 1.  | "30 de febrero" (com Abraham Mateo) | Ashley Grace, Hanna Nicole, Abraham Mateo  | Hanna Nicole, George Noriega     | 3:17    |  |
| 2.  | "Ojalá"                             | Ashley, Hanna, Pablo Preciado              | Hanna, Noriega                   | 3:27    |  |
| 3.  | "No pasa nada"                      | Ashley, Hanna, José Luis Ortega            | Hanna, Noriega                   | 3:14    |  |
| 4.  | "Eso no va a suceder"               | Ashley, Hanna, Edgar Barrera               | Hanna, Edgar Barrera, Joe London | 3:40    |  |
| 5.  | "100 años" (com Prince Royce)       | Ashley, Hanna, Prince Royce                | Hanna, Matt Rad                  | 3:05    |  |
| 6.  | "Llueve sobre mojado"               | Ashley, Hanna, Barrera                     | Hanna, Barrera, London           | 3:28    |  |
| 7.  | "Paleta"                            | Ashley, Hanna, C.Echeverri, M.Montaner     | Hanna, Noriega                   | 3:29    |  |
| 8.  | "Extraños"                          | Ashley, Hanna, Yoel Henríquez              | Hanna, Barrera, London           | 3:31    |  |
| 9.  | "¿Qué me faltó?"                    | Ashley, Hanna, Ortega                      | Hanna, Noriega                   | 3:22    |  |
| 10. | "No me importa"                     | Ashley, Hanna, Barrera                     | Hanna, Noriega                   | 3:52    |  |
| 11. | "Corazón irrompible"                | Ashley, Hanna, Henríquez                   | Hanna, Noriega, Pete Wallace     | 3:10    |  |
| 12. | "Me gustas tú"                      | Ashley, Hanna, Andy Clay, Daniel Santacruz | Hanna, Rad                       | 2:54    |  |

| Edição Padrão DVD (CD + DVD) |                                                    |         |  |
| N.º                          | Título                                             | Duração |  |
| 1.                           | "No pasa nada" (Lyric Video)                       |         |  |
| 2.                           | "30 de febrero" (feat. Abraham Mateo, Lyric Video) |         |  |
| 3.                           | "Ojalá" (Lyric Video)                              |         |  |
| 4.                           | "Llueve sobre mojado" (Lyric Video)                |         |  |
| 5.                           | "Eso no va a auceder" (Lyric Video)                |         |  |
| 6.                           | "Paleta" (Lyric Video)                             |         |  |
| 7.                           | "100 años" (feat. Prince Royce, Videoclip Oficial) |         |  |

## Tabelas musicais
| Tabela musical (2017)                      | Melhor posição |
| ------------------------------------------ | -------------- |
| México (Amprofon)                          | 3              |
| Estados Unidos (Billboard Latin)           | 11             |
| Estados Unidos (Billboard Latin pop Sales) | 14             |

## Certificações
| Região | Certificação  | Vendas/distribuição |
| --- | ------------- | ------------------- |
| México (AMPROFON) | Platina+ Ouro | 90,000 ^            |
| *vendas baseadas apenas na certificação ^distribuições baseadas apenas na certificação ‡dados de streaming baseados somente em certificação |               |                     |